# Abdoul Fatah
Abdoul Fatah est un politicien malgache, membre de l'Assemblée nationale de Madagascar, il a été élu membre du parti J'aime Madagascar lors des élections parlementaires malgaches de 2007 avec 53 % des votes. Il représente la première circonscription d'Antsiranana.